# Idioma asumboa
El Asumboa (localmente Asubuo) es un idioma casi extinto hablado en la isla de Utupua, en la provincia más oriental de las Islas Salomón.